# Jacques Dupont
Jacques Dupont (n. 19 iunie 1928, Lézat, Midi-Pyrénées, Franța – d. 4 noiembrie 2019, Saint-Jean-de-Verges, Occitanie, Franța) a fost un ciclist francez, medaliat olimpic. A participat la o ediție a Jocurilor Olimpice (1948) în care a câștigat o medalie de aur și o medalie de bronz.